# Polymixis dysodea
Polymixis dysodea là một loài bướm đêm trong họ Noctuidae.